# Vương triều Abydos
Vương triều Abydos (ký hiệu: Triều Abydos) là một vương triều ngắn ngủi đã cai trị ở một phần địa phương của Thượng Ai Cập, thuộc Thời kỳ Chuyển tiếp thứ Hai của Ai Cập cổ đại. Vương triều Abydos tồn tại đương thời với Vương triều thứ Mười lăm và Mười sáu. Nó bắt đầu từ khoảng năm 1650 đến 1600 trước Công nguyên.

## Cuộc tranh luận về sự tồn tại

### Bằng chứng ủng hộ
Giả thuyết về sự tồn tại của Vương triều Abydos đầu tiên được đề xuất là của Detlef Franke và sau đó được nhắc lại bởi Kim Ryholt năm 1997. Ryholt xác minh điều này bởi hai bằng chứng của vua thời kỳ này, Wepwawetemsaf (Wepwawet là sự bảo vệ của ông) và Pantjeny (Ông của Thinis), mang cái tên kết nối với Abydos: Wepwawet là một vị thần quan trọng Abydene và Thinis là một thành phố nổi tiếng rộng một vài dặm về phía bắc lãnh thổ của Abydos. Ngoài ra, Wepwawetemsaf, Pantjeny và Snaaib, một vua khác của vương triều cũng từng được biết đến từ tấm bia duy nhất đã phát hiện ra ở Abydos, thứ có thể là dấu hiệu cho rằng đây là vị trí quyền lực của họ. Cuối cùng, Ryholt cho rằng sự tồn tại của Vương triều Abydos sẽ giải thích 16 ký tự của Turin canon vào cuối Vương triều 16. vương triều  Abydos có thể đi vào sự tồn tại trong thời gian trôi đi giữa sự sụp đổ của Vương triều thứ 13 với các cuộc chinh phục của Memphis bởi Hyksos và phía nam của Hyksos tới Thebes.

### Bằng chứng chống lại
Sự tồn tại của Triều Abydos không được đồng ý bởi tất cả các học giả. Ví dụ, Marcel Marėe điều hành một dự án từ Abydos và tạo ra tấm bia cho hai vị vua kết hợp với Triều Abydos, Pantjeny và Wepwawetemsaf, cũng có thể đã tạo ra những tấm bia của Rahotep của Vương triều 17. Vì vậy, nếu Vương triều Abydos đã tồn tại thì vương triều này sẽ có ít nhất một tấm bia cho hai vương triều kẻ thù, một cái gì đó mà ông thẩm phán được khá chắc. Nó vẫn còn chưa rõ ràng tuy nhiên, có hai vương triều chưa bao giờ tồn tại ở bất kỳ thời gian nào: ví dụ trong kế hoạch Xây dựng lại Thời kỳ Chuyển tiếp thứ Hai của Ryholt, chúng đang tách ra bởi khoảng 20 năm.
Chống lại các lập luận ủng hộ của Triều Abydos dựa trên mộ của Senebkay, Alexander Ilin-Tomich lập luận rằng nhất định các pharaon Thời kỳ Trung Vương quốc, như Senusret III và Sobekhotep I cũng có ngôi mộ của họ ở Abydos, nhưng không ai tìm thấy được nơi những vị vua của Triều Abydos được chôn cất. Ngược lại, Senebkay có thể là một vị vua của Thebes, Vương triều thứ 16.

## Lãnh thổ

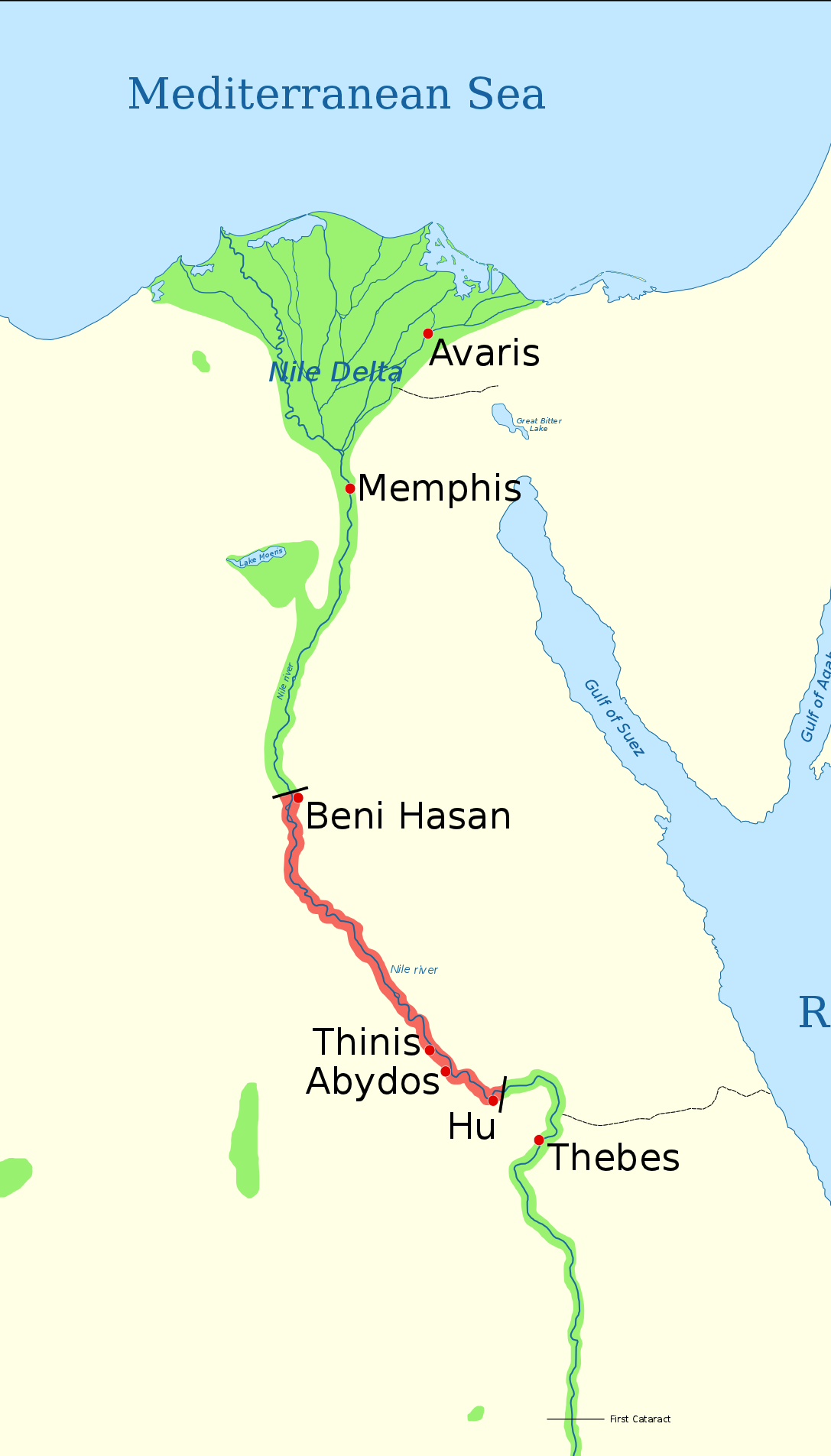
Màu đỏ, có thể là vùng chịu ảnh hưởng cai trị của vương triều Abydos

Nếu Vương triều Abydos thực sự đã tồn tại thì lãnh thổ cầm quyền của nó có lẽ ở hai vùng đất Abydos hoặc Thinis. Có thể có một hình vẽ trên tường của Wepwawetemsaf được phát hiện bởi Karl Richard Lepsius trong ngôi mộ BH2 của 12 Triều nomarch Amenemhat ở Beni Hasan, khoảng 250 km về phía Bắc của Abydos, trong miền Trung Ai Cập (Thượng Ai Cập).

## Cai trị
Trong 16 ký tự của Danh sách Vua Turin là vương triều Abydos theo Kim Ryholt.
| Tên vua                      | Mục trong Danh sách Vua Turin | Chuyển ngữ     |
| ---------------------------- | ----------------------------- | -------------- |
| Woser[...]re                 | Cột 11. Dòng 16               | Wsr-[...]-Rˁ   |
| Woser[...]re                 | Cột 11. Dòng 17               | Wsr-[...]-Rˁ   |
| Tám vị vua bị mất tên        | Cột 11. Dòng 18-25            |                |
| [...]hebre                   | Cột 11. Dòng 26               | [...]-hb-[Rˁ]  |
| Ba vị vua bị mất tên         | Cột 11. Dòng 27- 29           |                |
| [...]hebre (không chắc chắn) | Cột 11. Dòng 30               | [...]-hb-[Rˁ]  |
| [...]webenre                 | Cột 11. Dòng 31               | [...]-wbn-[Rˁ] |

Một số các nhà lãnh đạo trên có thể xác định với bốn bằng chứng chứng thực của các vua dự kiến do Triều Abydos đưa ra ở đây mà không cần quan tâm của các nhà nghiên cứu (không theo thứ tự thời gian):
| Tên vua                         | Ảnh | Ghi chú                                                       |
| ------------------------------- | --- | ------------------------------------------------------------- |
| Sekhemraneferkhau Wepwawetemsaf |     | Có thể thuộc về hậu Triều 16                                  |
| Sekhemrekhutawy Pantjeny        |     | Có thể thuộc về hậu Triều 16                                  |
| Menkhaure Snaaib                |     | Có thể thuộc về hậu Triều 13                                  |
| Woseribre Senebkay              |     | Có thể nhận dạng được với dòng chữ Woser[...] của Turin canon |